# Ferrari Formula One
Ferrari Formula One, a volte sottotitolato Grand Prix Racing Simulation, è un videogioco di Formula 1 in cui si controlla la Ferrari, sia dal punto di vista gestionale sia della simulazione di guida, pubblicato nel 1988-1990 per i computer Amiga, Atari ST, Commodore 64, MS-DOS e NEC PC-9801 dalla Electronic Arts. 
Erano previste anche versioni per Amstrad CPC e ZX Spectrum, ma non vennero mai pubblicate.

## Modalità di gioco
Il giocatore ha a disposizione la Ferrari F1-86 per partecipare alla stagione agonistica 1986. Ha il proprio campo base al circuito di Fiorano dove la vettura può essere messa a punto molto dettagliatamente e collaudata in pista. Si può ad esempio testare l'aerodinamicità nella galleria del vento o il motore in laboratorio, per poi impostarne i numerosi parametri. Resta comunque a discrezione del giocatore se addentrarsi nei dettagli tecnici o passare subito alla guida; o viceversa si può anche impostare la guida automatica e occuparsi solo della gestione.
L'interfaccia è basata su icone con un puntatore, anche in assenza di mouse. Data e ora del 1986 vengono mostrate costantemente nei menù e le gare seguono il calendario previsto; il tempo scorre sia in tempo reale, sia accelerato durante le operazioni automatiche.
Quando si affrontano le 16 gare del campionato ci si sposta sul luogo, a cominciare dal circuito di Jacarepaguá, e si ha ancora la possibilità di regolare la vettura ai box, ma limitatamente a modifiche più semplici come le correzioni agli pneumatici. Ogni Gran Premio comprende le varie fasi delle gare reali con le relative tempistiche: due prove ufficiali e due qualificazioni, e il terzo giorno il warmup e infine la gara vera e propria. Si può correre un numero di giri analogo a quello reale, con gare della durata di ore, o molto più ridotto. Si può saltare direttamente a un certo Gran Premio o una certa fase, con conseguente variazione di data e ora, ma rinunciando al punteggio delle gare saltate.
La guida vera e propria avviene con visuale in prima persona dal punto di vista del pilota, compresi strumenti di bordo e specchietti retrovisori mostrati effettivamente sulla vettura. Il controllo di sterzo, accelerazione e frenata può avvenire anche con il mouse. Il cambio è automatico o manuale a seconda del livello di difficoltà. Su Commodore 64 manca ovviamente l'opzione mouse, ma c'è in più a disposizione una minimappa del circuito durante la gara. Possono avvenire usura dei componenti e incidenti con danni, compresi eventuali lunghi tempi di riparazione o di degenza in ospedale del pilota.